# Shinpan

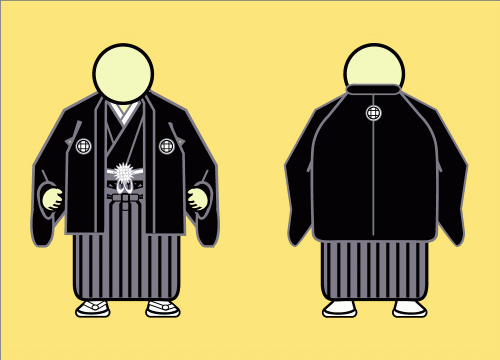
L'uniforme degli shinpan, ispirata alla forma più elegante di kimono da uomo.

Gli shinpan (審判) sono i giudici di gara di un incontro di sumo professionale. In un torneo honbasho di sumo, cinque shinpan siedono attorno al ring per osservare quale lottatore vince l'incontro. Quando giudicano gli incontri di torneo, indossano abiti formali giapponesi con otokomono (kimono da uomo), haori con mon e hakama. Alla fine di ogni incontro una decisione iniziale viene data dal gyōji (l'arbitro nell'anello), decisione che, se corretta, non impone alcun provvedimento da parte degli shinpan.

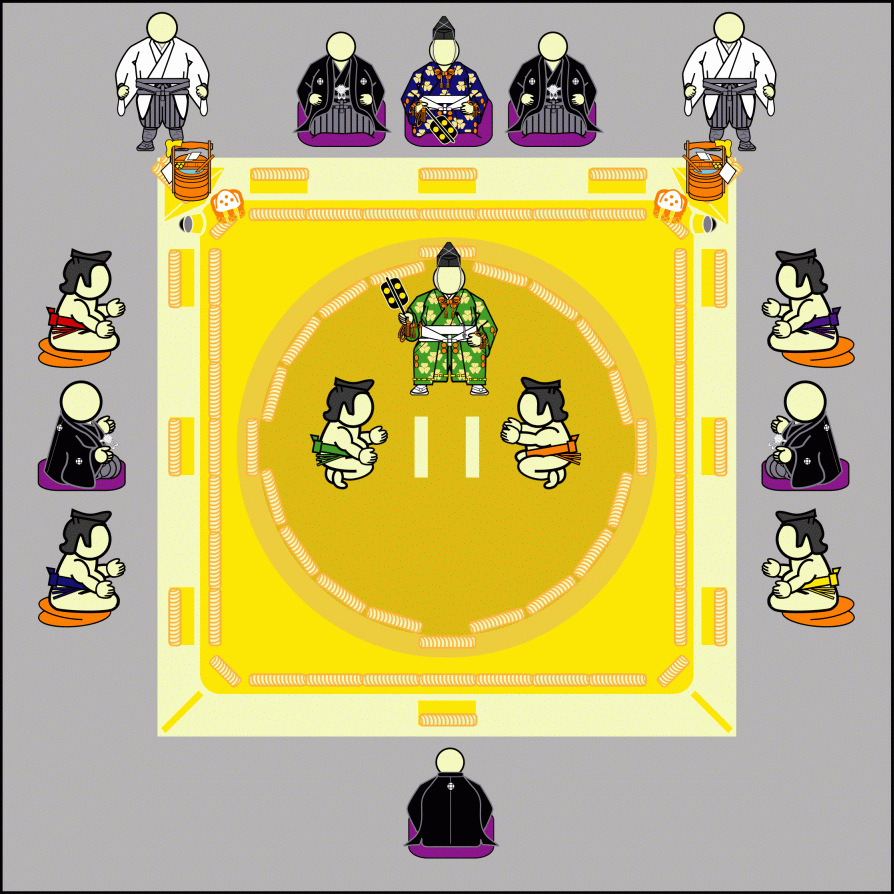
Posizione degli shinpan attorno al dohyō.

## Disposizione
Cinque shinpan siedono intorno al ring durante il torneo. L'ordine di importanza dello shinpan è determinato da dove si siede. L'ordine di importanza è: nord, est, sud-est, sud-ovest, ovest. Cambieranno il posto dove si siedono ogni giorno per mantenere l'uguaglianza. Tuttavia, quando a combattere sono rikishi della massima divisione, solo il capo shinpan e i suoi due assistenti possono sedersi al nord. Lo shinpan di sud-est agisce anche da cronometrista e dà un segnale al gyōji (arbitro) nel momento in cui i quattro minuti disponibili per la preparazione dei lottatori finiscono e i lottatori devono combattere. Prima del settembre 1952 il tetto rialzato sopra l'anello (tsuriyane) era sostenuto da colonne e lo shinpan si sedeva di fronte alle colonne.

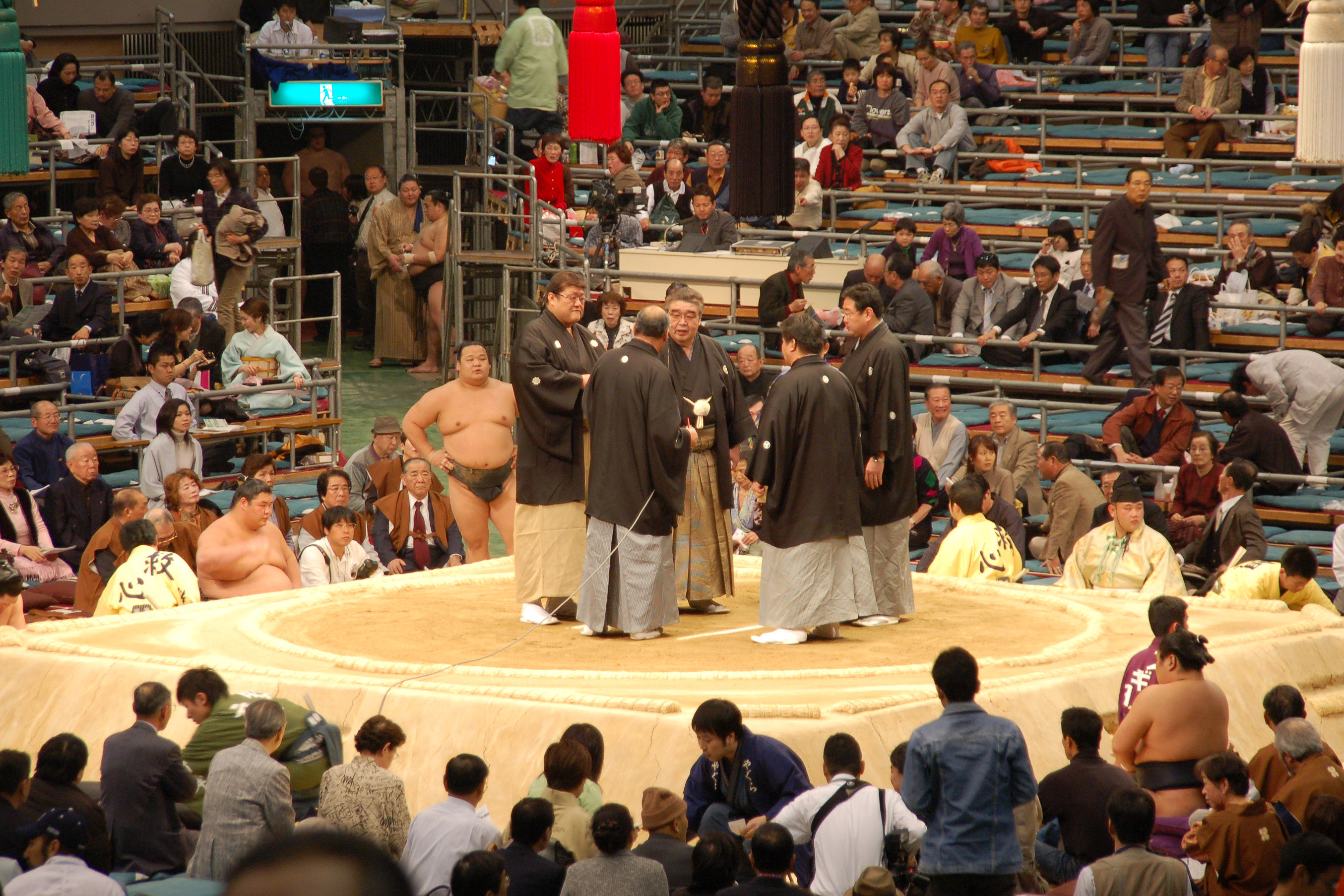
Mono-ii degli shimpan, Haru honbasho 2006.

## Compiti
Se uno degli shimpan non è d'accordo o non è sicuro riguardo alla decisione dell'arbitro, allora alza la mano e i cinque shinpan salgono sul ring, o dohyō, per tenere un mono-ii, la discussione riguardo al vincitore. In un mono-ii, in linea di principio, può essere chiamato anche uno qualsiasi dei quattro lottatori di sumo in attesa del loro incontro intorno al ring, sebbene si tratti di un evento estremamente raro.
Durante il mono-ii, i cinque shimpan espongono il loro punto di vista su quello che è successo. Il gyōji, di solito, è autorizzato ad ascoltare ma non è previsto che partecipi se non invitato a farlo. (In un famoso caso nel gennaio 1972, quando lo shinpan annullò la decisione del gyōji e disse che Kitanofuji era il vincitore perché il suo avversario era shini-tai e Kitanofuji aveva il diritto di abbassare la mano prima per evitare lesioni (kabai-te), il gyōji è stato visto discutere con i funzionari). Il ribaltamento di una chiamata può essere un problema serio per un gyōji, in quanto deve presentare un rapporto e questo può ostacolare la sua promozione, portare alla sospensione per un numero di giorni o, in casi molto rari, a dimissioni. Per gli incontri della massima divisione, le delibere sono ulteriormente consigliate da altri due shinpan in una sala video, in comunicazione con il capo shinpan (che è sempre uno dei tre membri anziani del comitato di valutazione) tramite un auricolare.
L'uso del video è stato introdotto a seguito di un famoso incontro nel marzo 1969 in cui lo yokozuna Taihō è stato giudicato colpevole di aver perso l'incontro nonostante i successivi replay e le fotografie che indicavano il contrario.
L'arbitro aveva originariamente dato la vittoria a Taihō, ma i giudici hanno invertito la sua decisione. La perdita di questo incontro ha interrotto una sequenza vincente inusuale di 45 vittorie da parte dello yokozuna e di conseguenza la decisione ha ricevuto molta pubblicità negativa. Uno dei due shinpan nella cabina del video deve ora essere anche uno dei tre giudici più anziani. Questa regola è stata introdotta a seguito di controversie giudiziarie negli anni '90.
Il risultato del mono-ii può essere quello di sostenere la decisione del gyōji (il cosiddetto gunbai-dōri), invertire la sua decisione (gunbai-sashichigai), o chiamare una rivincita (torinaoshi). Prima del 1926 i pareggi (azukari) erano accettati.
Tutti gli shinpan sono oyakata, o allenatori di sumo, della Japan Sumo Association e sono membri del suo comitato di giudici. Alla fine di ogni torneo honbasho i membri del comitato di valutazione hanno anche la responsabilità di decidere la classifica dei lottatori per il torneo seguente, che include la raccomandazione formale iniziale per la promozione di un lottatore al grado di ōzeki al consiglio dei direttori dell'associazione Sumo. Uno speciale organo consultivo di membri esterni è responsabile delle raccomandazioni iniziali di promozione al rango superiore di yokozuna.
La commissione giudicante ha 23 membri in qualsiasi momento, compresi i tre capi shinpan che servono due anni. Gli altri 20 membri servono termini di un anno. Un oyakata deve normalmente aspettare almeno cinque anni dopo il pensionamento per diventare uno shinpan, e normalmente si prevede che abbia raggiunto almeno un alto grado di maegashira come lottatore attivo. I capi shinpan sono quasi sempre ex yokozuna o ōzeki.